# Mistrzostwa Świata w Łyżwiarstwie Szybkim w Wieloboju 1901
9. mistrzostwa świata w łyżwiarstwie szybkim w wieloboju odbyły się w dniach 9–10 lutego 1901 roku w Sztokholmie. Zawodnicy startowali na naturalnym lodowisku na zatoce Djurgårdsbrunnsviken. W zawodach wzięli udział tylko mężczyźni. Zawodnicy startowali na czterech dystansach: 500 m, 1500 m, 5000 m, 10000 m. Mistrzem zostawał zawodnik, który wygrywał trzy z czterech dystansów. Tytuł mistrzowski wywalczył reprezentujący Rosję Franz Wathén. Srebrnych i brązowych medali nie przyznawano. Miejsca pozostałych zawodników są nieoficjalne.

## Uczestnicy
W zawodach wzięło udział 13 łyżwiarzy z 4 krajów. Sklasyfikowanych zostało 3.
| Państwa biorące udział w mistrzostwach | Państwa biorące udział w mistrzostwach | Państwa biorące udział w mistrzostwach | Państwa biorące udział w mistrzostwach |
| -------------------------------------- | -------------------------------------- | -------------------------------------- | -------------------------------------- |
| Imperium Rosyjskie                     | Holandia                               | Norwegia                               | Szwecja                                |

## Wyniki
- DNF – nie ukończył, DNS – nie wystartował, f – wywrócił się

| Pozycja | Zawodnik         | Kraj               | 500 m         | 5000 m       | 1500 m       | 10000 m      |
| ------- | ---------------- | ------------------ | ------------- | ------------ | ------------ | ------------ |
| 01 !    | Franz Wathén     | Imperium Rosyjskie | 54.0 (1.)     | 10:15.2 (3.) | 2:43.4 (1.)  | 20:13.2 (1.) |
| (2.)    | Rudolf Gundersen | Norwegia           | 1:04.0f (10.) | 9:56.8 (1.)  | 2:44.8 (2.)  | 20:47.0 (3.) |
| (3.)    | Gustaf Sörman    | Szwecja            | 1:01.0f (9.)  | 10:53.0 (7.) | 2:51.8 (5.)  | 22:36.4 (6.) |
| DNS     | Josef Jahnzon    | Szwecja            | 57.0 (5.)     | 10:49.6 (6.) | 2:56.4 (7.)  | 59:59.9 !    |
| DNS     | Martinus Lørdahl | Norwegia           | 54.2 (2.)     | 10:15.2 (3.) | 2:46.6 (3.)  | 59:59.9 !    |
| DNS     | Walter Johansson | Imperium Rosyjskie | 55.2 (4.)     | 10:18.0 (5.) | 2:54.2 (6.)  | 59:59.9 !    |
| DNF     | Jan Greve        | Holandia           | 57.2 (6.)     | 10:07.2 (2.) | DNF          | 20:37.0 (2.) |
| DNF     | Ernst Johansson  | Szwecja            | 58.2 (7.)     | DNF          | DNF          | 59:59.9 !    |
| DNF     | David Jahrl      | Szwecja            | 54.8 (3.)     | DNF          | 2:48.8 (4.)  | 21:04.2 (4.) |
| DNS     | Fredrik Sjöqvist | Szwecja            | 1:00.2 (8.)   | 11:22.0 (8.) | 9:59.9 !     | 59:59.9 !    |
| DNS     | Ernst Ehrnström  | Szwecja            | 1:04.8 (11.)  | 59:59.9 !    | 9:59.9 !     | 59:59.9 !    |
| DNS     | Karl Olofsson    | Szwecja            | DNF           | 59:59.9 !    | 3:05.0 (8.)  | 59:59.9 !    |
| DNS     | Gösta Smitt      | Szwecja            | 9:59.9 !      | 59:59.9 !    | {3:06.8 (9.) | 22:17.0 (5.) |